# Viola orthoceras
Viola orthoceras är en violväxtart som beskrevs av Carl Friedrich von Ledebour. Viola orthoceras ingår i släktet violer, och familjen violväxter. Inga underarter finns listade i Catalogue of Life.